# 春日さくらと乾夏寧の夏もさくらを咲かせたい
『春日さくらと乾夏寧の夏もさくらを咲かせたい』（かすがさくらといぬいなつねのなつもさくらをさかせたい）は、2024年7月3日から配信されているインターネットラジオ番組。パーソナリティは声優の春日さくらと乾夏寧。
番組開始から2024年8月14日まではOPENREC.tvにて配信され、2024年8月28日からはニコニコチャンネルと連携した上でニコニコ生放送にて配信されている。

## 概要
春日さくらと乾夏寧がパーソナリティを務める動画付きラジオ番組で、番組タイトルは募集して決定した。
2024年6月20日にパイロット版『春日さくら・乾夏寧の新番組（仮）』がYouTube「セカンドショットちゃんねる」にてプレミア公開された。
2024年7月3日よりOPENREC.tv「セカンドショットGAME部」にて配信開始。当初はニコニコチャンネル「セカンドショットちゃんねる」で配信開始される予定だったが、同年6月8日から受けたニコニコサービスへのサイバー攻撃の影響により、ニコニコサービス全体が利用できなくなったため、一時的にOPENREC.tvでの代替配信となった。これに伴い、当初ニコニコチャンネルで本編の配信直後に会員向けに公開する予定だった完全アーカイブとアフタートークは、ニコニコサービスの復旧まではOPENRECサブスク限定で公開されることになった。OPENREC.tvでの配信は第4回（2024年8月14日配信）までとなり、ニコニコチャンネルサービス再開後の第5回（2024年8月28日配信）よりニコニコ生放送での配信に移行した。

## 配信時間
- 隔週水曜日 22:30 - 23:00
  - ニコニコチャンネルでは配信直後にアフタートーク、および1週間のタイムシフト期間終了後に完全版のアーカイブが「セカンドショットちゃんねる」会員限定で公開されている。2024年8月14日まではOPENREC.tv「セカンドショットGAME部」のサブスク限定で公開されていた。
  - YouTubeの「セカンドショットちゃんねる」でも本編のみ同時配信されており、隔週水曜日14:00に前日に配信した「本放送」のアーカイブを4週間限定で公開。